# Lavizzara
Lavizzara is een gemeente in het Zwitserse kanton Ticino. Tot de gemeente behoren de dorpen Broglio, Brontallo, Fusio, Menzonio, Mogno, Monti di Rima, Peccia, Piano di Peccia, Prato, San Carlo, Sant'Antonio en Sornico die verspreid liggen in de bergdalen Valle Péccia, Valle Lavizzara en Valle Sambuco.
Tot de gemeente behoort ook het merengebied Naret dat door middel van een bochtige weg vanuit Fusio te bereiken is. Het grootste meer is het stuwmeer Lago di Naret en ligt op een hoogte van 2310 meter. Tot de bovenzijde van de dam is de weg geasfalteerd, langs de zuidoever kan men nog enkele kilometers verder rijden over een onverharde weg.

## Geschiedenis
De gemeente is op 4 april 2004 ontstaan door de fusie van de voormalige gemeenten Broglio, Brontallo, Fusio, Menzonio, Peccia en Prato-Sornico.